# Hypnoidus tscherepanovi
Hypnoidus tscherepanovi is een keversoort uit de familie kniptorren (Elateridae). De wetenschappelijke naam van de soort is voor het eerst geldig gepubliceerd in 1979 door Stibick.